# Trachemys
Trachemys (лат.) — род черепах из семейства американских пресноводных.

## Внешний вид и строение
Общая длина представителей этого рода колеблется от 10 до 30 см. Голова небольшая. Шея довольно длинная. Карапакс овальный, крепкий. Строение этих черепах приспособлено для постоянной жизни в водной среде. Особенностью этого рода является окраска головы и шеи. Они имеют желтые полосы, а позади глаз могут присутствовать красные полосы.

## Образ жизни
Большую часть жизни проводят в воде. Изредка вылезают на сушу, чтобы погреться на солнце. Питаются растительной и животной пищей.
Этих черепах часто держат в террариумах. Продолжительность жизни 35 лет.

## Размножение
Спаривание происходит в воде. Самка откладывает в среднем до 10 яиц.

## Распространение
Обитают от южных штатов США до Аргентины. Встречаются также в Карибском бассейне.

## Виды
- Trachemys adiutrix
- Trachemys callirostris
- Trachemys decorata
- Trachemys decussata
- Trachemys dorbigni
- Trachemys emolli
- Trachemys gaigeae
- Trachemys nebulosa
- Trachemys ornata
- Trachemys scripta
- Trachemys stejnegeri
- Trachemys taylori
- Trachemys terrapen
- Trachemys venusta
- Trachemys yaquia